# Pendragón
Pendragón, o según su título original inglés King Arthur Pendragon, es un juego de rol en el que los jugadores interpretan el papel de caballeros que viven en la época legendaria del Rey Arturo. Fue originalmente escrito por Greg Stafford y publicado por primera vez por la editorial Chaosium en 1985. Más tarde fue adquirido por Green Knight Publishing, quien a su vez vendió los derechos a White Wolf, Inc. en 2004. En 1991, cuando todavía estaba publicada por Chaosium, la 3ª edición de Pendragón ganó el premio Origins Award por las «mejores reglas para rol del año 1990».

## Universo de juego
Pendragón tiene una base literaria, en este caso el romance artúrico del siglo XV La muerte de Arturo.
Las aventuras son comúnmente de carácter político, militar o espiritual, a la inversa de los juegos de mazmorras, y son presentadas tomando el lugar de eventos congruentes de la leyenda de Arturo. Una importante parte del juego es el tiempo entre las aventuras, durante el cual sus jugadores tienen que gobernar sus reinos, casarse y tener hijos. Normalmente los personajes tienen una campaña al año, y las campañas comúnmente siguen a través de generaciones, con jugadores que retiran sus personajes y tomando el papel del puesto que tenía. La influencia de esta idea se puede ver en un juego de rol como Ars Magica (1987), en el que las campañas también pueden tomar años en alcanzar su desenlace y cuya ambientación también se sitúa la Europa medieval.

## Sistema de juego
El sistema de juego de Pendragón es notable por sus reglas sobre la personalidad. Estas reglas están basadas en dos conceptos: rasgos y pasiones. Ambos ayudan al jugador a controlar y representar el comportamiento de su personaje. El juego usa un sistema de reglas propio basado en el uso de un dado de 20 caras. Los personajes jugadores se ven atribuidos de una serie de habilidades graduadas de 1 a 20. Cuantos más puntos tenga un personaje jugador en una determinada habilidad más competente será en ella y más oportunidades tendrá de realizar acciones que de ella dependen, pues el resultado de las tiradas de dado de 20 deberán ser iguales o inferiores a su grado de habilidad. Este sistema basado en la necesidad de obtener un resultado igual o inferior a un cierto grado de habilidad hace de Pendragón el heredero más lejano del sistema más utilizado por Chaosium: Basic Role-Playing, la diferencia está en que Basic Role-Playing usa de un dado de cien y no de un dado de 20. El juego tiene también algunas tablas con las que poder determinar el número de familiares del personaje así como lo que les sucede entre aventuras.

## Historia del juego
La primera edición, publicada por Chaosium en 1985, se vendió en formato de caja y fue escrita por Greg Stafford. Chaosium planeó una segunda edición con pequeños cambios en las reglas, pero esta edición nunca vio la luz y sus contenidos fueron fusionados con la tercera edición (de 1990). La cuarta edición, publicada por chaosium en 1993 y reimpresa por Green Knight Publishing en 1999, fue lanzada con un simple manual, las reglas principales permanecían como en la tercera edición pero se incluían reglas para la creación de personajes con habilidades mágicas. Green Knight Publishing también publicó una versión de la cuarta edición para jugadores principiantes en 2000, llamándola The Book of Knights. El diseñador original Greg Stafford produjo la quinta edición, publicada por White Wolf en diciembre de 2005. El suplemento más notable de esta edición es The Great Pendragon Campaign («gran campaña de Pendragón»), un libro con multitud de escenarios que detalla eventos, aventuras y personajes del reino de Uther Pendragon desde el año 485 hasta el final de la época artúrica. Este suplemento ganó el premio Diana Jones Award en 2007 y su versión anterior (The Pendragon Campaign), ganó el premio Origins Award al mejor suplemento de rol en 1985.
Con el paso del tiempo el juego ha ido creando un número de suplementos que tratan sobre las áreas relacionadas con la Bretaña artúrica así como sobre los personajes fuera del contexto de los bretones:
- Sajones - Los orígenes de los anglo-sajones; anglos, sajones, jutos y franceses.
- Tras la muralla - Pictland (Caledonia); generación de personajes escoceses.
- Costa pagana - Irlanda; generación de personajes tribales de Irlanda.
- Tierra de gigantes - Áreas nórdicas bajo el mandato de Beowulf; generación de personajes escandinavos.
- Lujuria y sangre - Anglia.
- Bosque peligroso - Cumbria.
- Montaña salvaje - Cambria (Wales)

Los tres últimos eran intrínsecos al reino de Arturo, pero usaban el sistema estándar de generación de personajes.
Pendragon Pass es un proyecto hecho por los fanes que permite jugar en Glorantha, también permite jugar a Runequest utilizando una adaptación de la mecánica de Pendragón.

## Ediciones originales estadounidenses
- 1985: primera edición
- Segunda edición: nunca existió (el proyecto fue abandonado y el material realizado fue añadido a la tercera edición)
- 1990: tercera edición
- 1993: cuarta edición
- 1999: reimpresión de la cuarta edición
- 2000: The Book of Knights, adaptación de la cuarta edición (para jugadores principiantes)
- 2005: quinta edición, en cartoné
- 2008: reimpresión en rústica de la quinta edición

## Traducciones en castellano
Pendragón fue traducido y publicado en castellano por la editorial barcelonesa Joc Internacional en septiembre de 1992. Además del libro básico de reglas tres suplementos también fueron traducidos y publicados: Caballeros aventureros, una ampliación del mundo de Pendragón, destinado a aumentar el número y el detalle de los personajes interpretables en el juego, Magia céltica, suplemento de magia para Pendragón, destinado a la creación de personajes magos así como a la descripción de la magia y el mundo de las Hadas en el universo del juego, y El joven Arturo, una campaña de juego. Curiosamente, para la portada de Magia céltica Joc Internacional utilizó la ilustración de cubierta de la cuarta edición original, pintada por Stephen King en 1993. Estos dos suplementos habían sido incluidos en la cuarta edición estadounidense original de Pendragón (Chaosium, agosto de 1993) pero mientras que Caballeros aventureros había sido vendido separadamente por Chaosium en el inglés original, Magia céltica sólo fue vendido separadamente por Joc Internacional, traduciéndolo del capítulo correspondiente del libro básico de reglas de la cuarta edición en inglés. Efectivamente la tercera edición original estadounidense de 1990, a partir de la cual Joc Internacional había realizado su traducción de 1992, no incluía reglas ni para la generación de personajes magos ni para la generación de personajes femeninos, como era el caso de la cuarta edición estadounidense de 1993.
El tercer y último suplemento, El joven Arturo (The Boy King en su versión original en inglés), fue traducido y publicado por Joc Internacional en 1996. El joven Arturo es una campaña concebida para que los personajes jugadores puedan ser jugados a lo largo de un período de 80 años. Dicho período abarca los principales sucesos de la leyenda artúrica.
Libros de la gama Pendragón publicados por Joc Internacional
- El rey Arturo Pendragón, los caballeros de la tabla redonda, juego de rol
- Caballeros aventureros, una ampliación del mundo de Pendragón
- Magia céltica, suplemento de magia para Pendragón
- El joven Arturo